# Busterud
Busterud is een plaats in de gemeente Karlstad in het landschap Värmland en de provincie Värmlands län in Zweden. De plaats heeft 104 inwoners (2005) en een oppervlakte van 32 hectare.